# Биохемијска потреба кисеоника
Биохемијска потреба кисеоника (БПК) се може дефинисати као кисеонични еквивалент садржаја биоразградиве органске материје у отпадној води, односно као број милиграма кисеоника који се утроши на биохемијску оксидацију органске материје присутне у 1 литру воде, под одређеним условима.
Одређивање овог параметра заснива се на чињеници да већина органских материја може служити као храна различитим микроорганизмима. При томе органске материје бивају оксидисане и минерализоване, односно угљеник преведен у угљен-диоксид, водоник у воду, азот у нитрате, сумпор у сулфате и фосфор у фосфате.

## Одређивање БПК вредности
Одређивање БПК вредности се састоји у припремању смеше отпадне воде, микроорганизама и раствореног кисеоника и њеног стављања у специјалну затворену посуду тачно познате запремине – БПК-боцу и мерењу утрошене количине кисеоника у функцији времена.
Када промена концентрације раствореног кисеоника са временом постане једнака нули као резултат се добија потпуна или укупна БПК (БПКП).
Главне компоненте микробиолошке популације при одређивању БПК су бактерије и протозое, при чему се ове друге првенствено хране бактеријама, односно имају улогу секундарних потрошача.
Биохемијска оксидација органске материје је врло спор процес и теоријски би било потребно бесконачно дуго време да се она потпуно заврши. Међутим, за 20 дана бива оксидисано 95 до 99% првобитно присутне органске материје. Пошто је и то, са практичне стране гледишта, врло дуг временски период усвојено је да инкубациони период при стандардном одређивању БПК буде 5 дана, при чему се, на температури од 20°C, оксидише 60-70% првобитно присутне органске материје (БПК5).